# Roschlaub

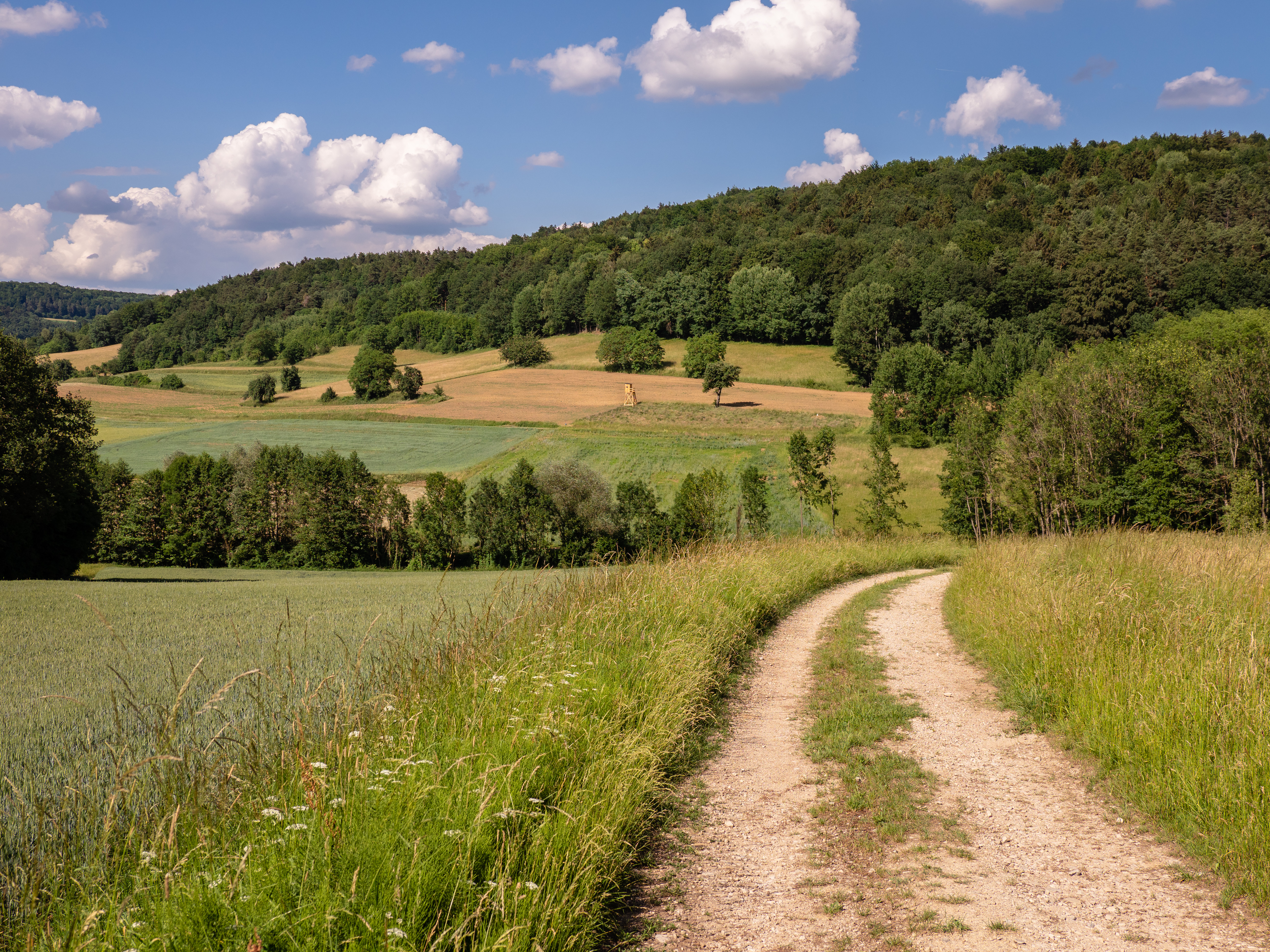
Charakteristische Landschaft des Bamberger Albvorlands bei Roschlaub

Roschlaub ist ein Gemeindeteil der Stadt Scheßlitz im oberfränkischen Landkreis Bamberg in Bayern.

## Geografie
Das Dorf liegt am nordöstlichen Rand des Bamberger Albvorlands etwa fünf Kilometer nordnordwestlich von Scheßlitz auf einer Höhe von 409 m ü. NHN.

## Geschichte
Bis zum Beginn des 19. Jahrhunderts unterstand Roschlaub der Landeshoheit des Hochstifts Bamberg. Die Dorf- und Gemeindeherrschaft übte dessen Amt Scheßlitz als Vogteiamt aus. Die Hochgerichtsbarkeit stand ebenfalls diesem Amt als Centamt zu. Als das Hochstift Bamberg infolge des Reichsdeputationshauptschlusses 1802/03 säkularisiert und unter Bruch der Reichsverfassung vom Kurfürstentum Pfalz-Baiern annektiert wurde, wurde Roschlaub ein Teil der bei der „napoleonischen Flurbereinigung“ in Besitz genommenen neubayerischen Gebiete.
Durch die Verwaltungsreformen zu Beginn des 19. Jahrhunderts im Königreich Bayern wurde Roschlaub mit dem Zweiten Gemeindeedikt 1818 eine Ruralgemeinde, zu der auch das Dorf Pausdorf gehörte. Im Zuge der Gebietsreform in Bayern wurde die Gemeinde Roschlaub, zu der auch der Gemeindeteil Pausdorf gehörte, zu Beginn des Jahres 1972 in die Gemeinde Stübig eingegliedert. Am 1. Mai 1978 wurde der Ort mit der Gemeinde Stübig in die Stadt Scheßlitz eingemeindet. Im Jahr 1987 hatte Roschlaub 75 Einwohner.

## Verkehr
Die Anbindung an das öffentliche Straßennetz wird hauptsächlich durch eine Gemeindeverbindungsstraße hergestellt, die aus dem Süden von Schweisdorf kommend, nach Durchlaufen des Ortes in südöstlicher Richtung nach Pausdorf weiterverläuft. Eine weitere Gemeindeverbindungsstraße verbindet Roschlaub mit der einen Kilometer westlich des Ortes vorbeiführenden Staatsstraße 2187.

## Baudenkmäler

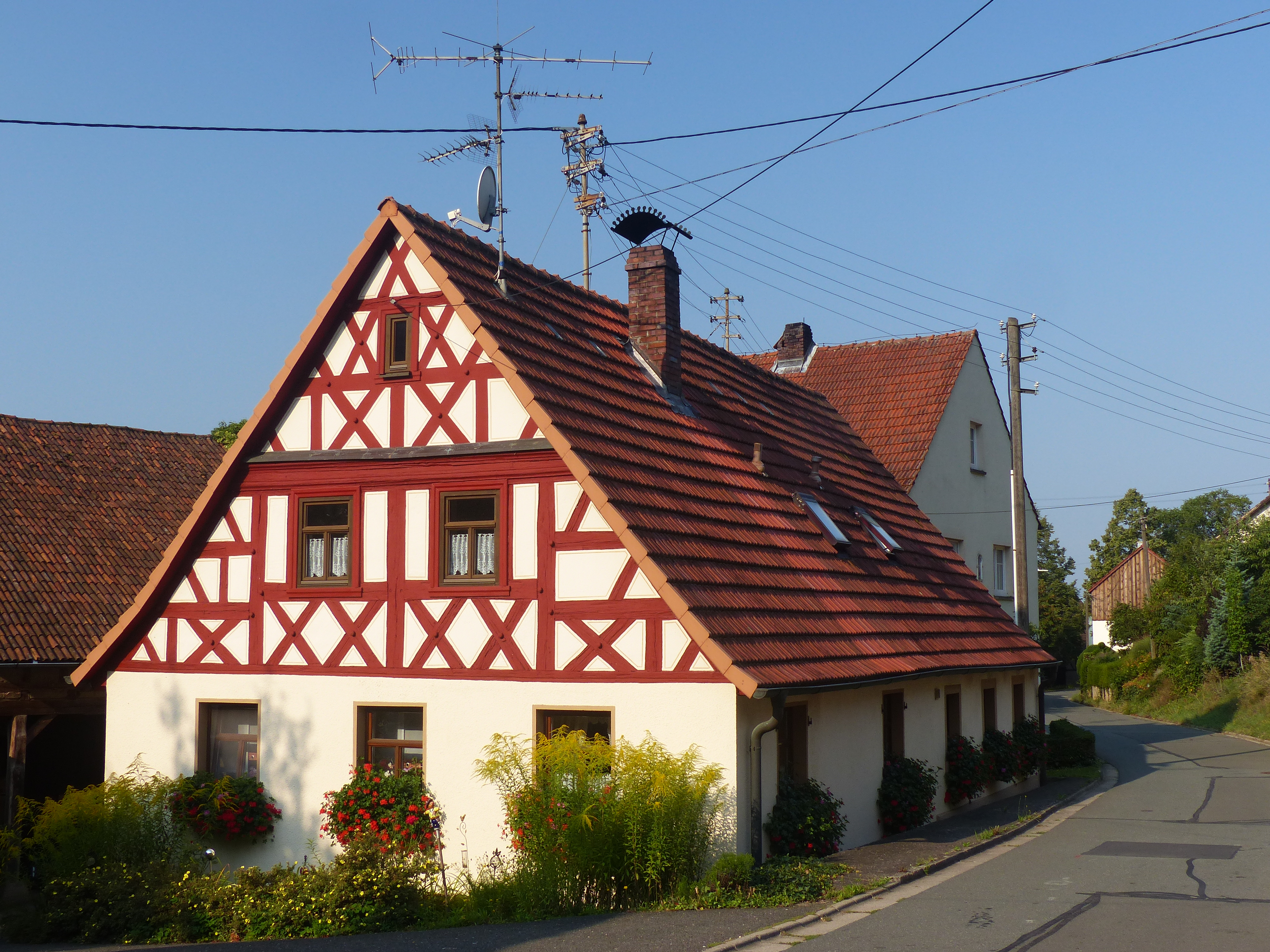
Ein aus dem frühen 19. Jahrhundert stammender Wohnstallbau in Roschlaub

In Roschlaub gibt es insgesamt zehn denkmalgeschützte Objekte, darunter mehrere Wohnstallhäuser und -bauten.